# Ёсимура, Даисиро
Даисиро Ёсимура (яп. 吉村 大志郎; 16 августа 1947, Сан-Паулу — 1 ноября 2003, Амагасаки, Хиого), прежнее имя — Нелсон Йосимура (порт. Nelson Yoshimura; яп. ネルソン 吉村) — бразильский и японский футболист и тренер. Выступал за сборную Японии, после того, как был натурализован в 1970 году.

## Клубная карьера
В 1967 году Ёсимура переехал в Японию и присоединился к «Сересо Осака» (ранее — «Янмар Дизель»). Играя вместе с Кунисигэ Камамото они привели команду к величайшей эпохе в истории. Клуб 4 раза выигрывал национальный чемпионат (1971, 1974, 1975, 1980) и трижды — Кубок Императора. В 1980 году Ёсимура завершил игровую карьеру. В чемпионате он провел 189 матчей и забил 30 мячей. Четыре раза он был включен в символическую сборную лиги.

## Карьера в сборной
2 августа 1970 года Ёсимура дебютировал за сборную Японии в матче против Южной Кореи. Он принимал участие в  Азиатских играх 1974 года, где отличился голом в ворота Малайзии. Также сыграл в матчах квалификации на Летние Олимпийские игры 1972 и 1976 годов и отборочных матчах к чемпионату мира 1974 года. В общей сложности Ёсимура провел 46 игр и забил 7 голов за национальную сборную, завершив выступления в 1976 году.

## Тренерская карьера
В 1981 году после окончания игровой карьеры, Ёсимура стал работать тренером «Янмар Дизель». В 1990 году его повысили до главного тренера основной команды. Он руководил ей до 1993 года.
1 ноября 2003 года Ёсимура умер от внутричерепного кровоизлияния, находясь в Амагасаки, в возрасте 56 лет. В 2010 году он был введен в Зал славы японского футбола.

## Достижения

### Командные
«Янмар Дизель»
- Чемпион JSL D1: 1971, 1974, 1975, 1980
- Обладатель Кубка Императора: 1968, 1970, 1974

### Личные
- Серебряный мяч чемпионата Японии (лучший ассистент): 1972
- Символическая сборная JSL D1: 1970, 1971, 1972, 1975

## Статистика

### В клубе
| Сезон | Клуб         | Лига   | Матчи | Голы |
| ----- | ------------ | ------ | ----- | ---- |
| 1967  | Янмар Дизель | JSL D1 | 7     | 1    |
| 1968  | Янмар Дизель | JSL D1 | 14    | 3    |
| 1969  | Янмар Дизель | JSL D1 | 14    | 3    |
| 1970  | Янмар Дизель | JSL D1 | 14    | 1    |
| 1971  | Янмар Дизель | JSL D1 | 14    | 8    |
| 1972  | Янмар Дизель | JSL D1 | 14    | 5    |
| 1973  | Янмар Дизель | JSL D1 | 18    | 1    |
| 1974  | Янмар Дизель | JSL D1 | 18    | 1    |
| 1975  | Янмар Дизель | JSL D1 | 18    | 2    |
| 1976  | Янмар Дизель | JSL D1 | 17    | 2    |
| 1977  | Янмар Дизель | JSL D1 | 15    | 2    |
| 1978  | Янмар Дизель | JSL D1 | 15    | 1    |
| 1979  | Янмар Дизель | JSL D1 | 11    | 0    |
| 1980  | Янмар Дизель | JSL D1 | 0     | 0    |
| Итого | Итого        | Итого  | 189   | 30   |

### В сборной
| Сборная Японии | Сборная Японии | Сборная Японии |
| Год            | Матчи          | Голы           |
| -------------- | -------------- | -------------- |
| 1970           | 4              | 1              |
| 1971           | 6              | 2              |
| 1972           | 8              | 1              |
| 1973           | 3              | 0              |
| 1974           | 7              | 2              |
| 1975           | 6              | 1              |
| 1976           | 12             | 0              |
| Итого          | 46             | 7              |